# وایت مارشن
وایت مارشن (به انگلیسی: White Martian) عنوان یکی از سه نژاد زیست فرازمینی خیالی و بومی سیارهٔ مریخ در کتاب‌های کامیک آمریکایی منتشر شده توسط دی‌سی کامیکس است. وایت مارشن‌ها که همچنین تحت عنوان پِیل مارشن‌ها نیز شناخته می‌شوند، توسط نویسنده گرانت موریسون و طراح هاوارد پورتر خلق شده‌است؛ که برای اولین بار در شمارهٔ ۷۱ از مجموعه لیگ عدالت آمریکا حضور پیدا کرد. آن‌ها نژادی بیگانه به‌شمار می‌روند که سیارهٔ خود را با مارشن من‌هانتر و مردم او سهیم شده‌اند. در کنار وایت مارشن‌ها، همچنین نژاد گرین مارشن‌ها نیز وجود دارند که نژاد آرام و صلح‌آمیز مریخی‌ها محسوب می‌شوند.
توانایی‌های وایت مارشن مشابه با گرین مارشن می‌باشد و دارای قدرت‌های متعددی هستند که از آن‌ها می‌توان به قدرت و سرعت ابرانسانی، پرواز، نامرئی شدن، دورآگاهی، دگرپیکری، تغییر فاز که بدن آن‌ها را بسیار سخت یا غیرقابل نفوذ می‌کند و همچنین بینایی مریخی اشاره کرد. اما آن‌ها همانند گرین مارشن نسبت به آتش آسیب‌پذیر می‌باشند.